# Live in Roma (Uto Ughi)
Live in Roma è un album registrato durante il concerto che il violinista Uto Ughi ha tenuto a Roma (Auditorium Parco della Musica Sala Santa Cecilia) il 26 novembre 2004 e pubblicato nel 2005.

## Tracce
- Sonata N. 1 in Sol minore BWV 1001 (J. Bach)

1. Adagio
2. Fuga. Allegro
3. Siciliana
4. Presto

- Partita N. 2 in Re minore BWV 1004

1. Allemanda
2. Corrente
3. Sarabanda
4. Giga
5. Ciaccona

- Sonata N. 4 in Mi Minore Op. 27 (E. Ysaye)

1. Allemanda
2. Sarabanda
3. Finale

- Capricci (N. Paganini)

1. N. 1
2. N. 9
3. N. 13
4. N. 15

- Paganiniana

## Formazione
- Uto Ughi - violino

## Crediti
- Riccardo Musacchio - foto